# 女殺油地獄
『女殺油地獄』（おんなころし あぶらのじごく）は、近松門左衛門作の人形浄瑠璃。世話物。三段。
享保6年（1721年）に人形浄瑠璃で初演。人気の近松作品ということで歌舞伎でも上演されたが、当時の評判は芳しくなく、上演が途絶えていた。実在の事件を翻案したというのが定説だが、その事件自体の全容は未詳である。
明治になってから坪内逍遙の「近松研究会」で取り上げられ、明治42年（1909年）に歌舞伎で再演され大絶賛された。文楽（人形浄瑠璃）での復活はそれから更に年月を経た昭和27年（1952年）であった。
さらに後年には歌舞伎、文楽の他に、映画化やテレビドラマ化もされ、「おんなごろし あぶらのじごく」と発音されることが多い。
- 上段：「徳庵寺堤」
- 中段：「河内屋内」
- 下段：「豊島屋油店」「同逮夜」

## あらすじ
大阪天満の油屋、河内屋徳兵衛は番頭あがりで遠慮がちであった。それを良いことに、義理の息子である与兵衛は増長し、店の有り金を持出しては新町の遊女に入れあげる放蕩者であった。
母親のお沢と徳兵衛は懲らしめのために与兵衛を勘当したものの、小遣い銭に事欠いては不憫であるとして、同じ町内の油屋、豊島屋の女房お吉の手から密かに銭を与えていた。
それでも遊ぶ金に困った与兵衛は、金貸し綿屋小兵衛から義父の偽判を用いて一貫匁の金を借り受ける。借金を返すあてなど持っていない与兵衛は、日限に責められてお吉に急場を逃れるための無心をするが断られる。二進も三進も行かなくなった与兵衛はついにお吉を惨殺。店の掛け金を奪う。
何喰わぬ顔でお吉の三十五日の供養に列席していた与兵衛だが、天井でネズミが暴れ、殺しの現場で与兵衛がお吉の血潮を拭った古証文を落とす。それには動かぬ証拠として与兵衛の署名があり、悪事が露見した与兵衛は直ちに召し取られた。
初段。野崎観音。難波北の新地の遊女　小菊は侍客につれられ、船の野崎参りである。本天満町の油屋豊島屋の女房　お吉はすじむかいの同業ののら息子、河内屋与兵衛に意見する。与兵衛は遊び仲間の三人連れで、小菊の客の会津侍にケンカをふっかけ、高槻藩の小姓頭が殿の代参の路次にであって、その小袖に泥をはねあげ、徒士頭の叔父・山本森右衛門に押さえられ助かる。
二段。河内屋。徳兵衛は元の番頭であって、旧主の死後たのまれての入り婿であるから、与兵衛はとかく遠慮がちな徳兵衛をバカにする。与兵衛の兄・太兵衛は弟を放逐するように母にすすめる。与兵衛が金を貸さないと言って義父を足蹴にするが、母もあきれてついに家から追い出す。
三段。豊島屋。5月4日夜、亭主はかけを集めていったん帰ってまたでかけるが、その留守に徳兵衛と女房とべつべつに訪ねてきて、与兵衛に小遣いをみつごうとお吉にたのみこむ。ものかげでこれを知った与兵衛はその小遣いでは不足だとして、かねを貸せとゆすり、お吉に断られるなり、ついにお吉を店先で惨殺する。
新町・北の新地。与兵衛は、新町から新地へと遊び回る。叔父　森右衛門は意見のためにその後を追う。
豊島屋。お吉の三十五日のとむらいに、与兵衛は証拠がそろってめしとられる。

## 演出
お吉を殺す場面で、もみ合う内に油壺が倒れてしまったため、逃げ惑うては転び、追いかけては転び、油まみれになりながらの殺害となる。
歌舞伎では本物の油の代わりにフノリを使うことで臨場感を高める。一方、文楽は実際の人間では出来ないほど人形を滑らせることで油を演出する。

## 登場人物
河内屋与兵衛
本編の主人公。大坂元天満町に大店を構える油屋「河内屋」の次男。放蕩の限りをつくし、遊廓に義父・徳兵衛の名前でつけを抱えている問題児。女郎を巡って喧嘩をしたはずみで通りがかりの侍に泥を浴びせ、彼に仕える伯父を浪人させ、心を砕く義父や母、更には病身の義妹にまで暴力を振るった挙句に勘当される。徘徊中に父母の愛情を知って涙するが、却って思いつめて性急に借金を返そうとし、お吉を襲って強盗殺人に及ぶ。その後は開き直って遊び呆けていたが、すぐに犯行が露見し、あえなく千日前の刑場に引き立てられていった。
豊島屋お吉
河内屋の向かいにある同業者「豊島屋」の内儀。人格者で容姿も美しい出来た妻だが、その隙を与兵衛に襲われ殺されてしまう。27歳。
河内屋徳兵衛
与兵衛の義父で河内屋現店主。元々は与兵衛の実父である先代徳兵衛に仕えていた番頭で、その死後に襲名して店と遺族を守り抜く。先代を崇拝に近い形で尊敬しており、その生き写しの子である与兵衛も甘やかして育てるが、そのために与兵衛の増長を招く。実母にまで暴力を振るう与兵衛に堪忍袋の緒が切れて勘当するが、それでも心配になって与兵衛が出入りしていた豊島屋に赴き、与兵衛に渡してくれるよう金を預けに行った。
河内屋お沢
先代河内屋の内儀で、若くして2人の息子を抱えた未亡人となり、店と子供を守るため徳兵衛と再婚した。義父を軽んじて増長の限りを尽くす与兵衛に愛想を尽かし、一度は打ちすえて勘当を言い渡すが、やはり息子が心配な余り、金と端午の節句のちまきを豊島屋に預けに行った。
河内屋太兵衛
先代とお沢の2人の遺児のうちの長男で、与兵衛の兄。支店を一任される優秀な男だが、店の身代をも傾けようとする与兵衛の放蕩ぶりに呆れ果てており、徳兵衛に早く与兵衛を勘当してしまうように忠告し続けている。
河内屋おかち
徳兵衛とお沢の間に生まれた娘で、与兵衛と太兵衛の父親違いの妹。婿を取って河内屋を継ぐことになっているが、重病で伏せっている。兄・与兵衛をかばおうと一芝居をうつが、父・徳兵衛を引き合いに出したばかりに逆に与兵衛に暴力を振るわれてしまう。それでもお吉殺害と豊島屋の金を盗んだ嫌疑をかけられた兄を最後まで必死に庇う兄思いの妹である。
豊島屋七左衛門
お吉の夫で豊島屋の店主。店主らしく店をきっちりと切り盛りしている。与兵衛を庇うお吉の振る舞いに思わず与兵衛との関係を疑うなど、与兵衛に嫉妬する一面も見せた。三人の子供を遺して死んでしまったお吉を想い、悲嘆に暮れる。
山本森右衛門
お沢の兄すなわち与兵衛の伯父で、高槻家家中・小栗八弥に徒士頭として仕える武士。主人と共に野崎参りに向かう途中で、喧嘩中の与兵衛が八弥に泥玉をぶつけるという不祥事をしでかしたせいで、責任を取る為浪人になってしまった。
小栗八弥
高槻家家臣。野崎へ主君の代参の途中に与兵衛に泥を浴びせられるが、寛大にも泥は洗えば落ちるとしてこれを許す。しかし家中の者共は決して与兵衛らの非礼を許さず、森右衛門の暇乞いに繋がった。
小菊
与兵衛の馴染みの女郎。彼女を連れて会津のお大尽が野崎参りに出かけたのを知った与兵衛が、嫌がらせに途中の道で待ち伏せたのが事の発端のきっかけである。彼女に入れあげている与兵衛は、200匁のつけ払いを父の徳兵衛名義でしている。

## 映画作品

### 1924年版
1924年5月31日公開。松竹キネマ製作。監督は野村芳亭。

#### キャスト
- 河内屋与兵衛：諸口十九
- 義妹おかぢ、天王寺屋小菊：柳さく子
- 義父徳兵衛：藤野秀夫
- 母おさわ：二葉かほる
- 豊島屋七左衛門：児島三郎
- 妻お吉：川田芳子
- 娘：高尾光子

### 1928年版
1928年3月28日公開。帝国キネマ製作。監督は佐藤樹一路。

#### キャスト
- 与兵衛：嵐珏蔵
- お吉：松枝鶴子

### 1936年版
1936年7月31日公開。片岡千恵蔵プロダクション製作。監督は藤田潤一。

#### キャスト
- 河内屋与兵衛：片岡千恵蔵
- 三室新左衛門：月形龍之介
- 女衒ノ源兵衛：芝田新
- 皆朱ノ善兵衛：藤尾純
- 番頭富士兵衛：瀬川路三郎
- 刷毛の弥九郎：尾上華丈
- 役人：阪東国太郎
- 吉野屋勘助：原健作
- 河内屋ノ番頭：市川友三郎
- 母親おさわ：中村園江
- 豊島屋お吉：澤蘭子
- 豊島屋お菊：比良多恵子
- 妹お民：香住佐代子

### 1949年版
1949年10月31日公開。題名は「女殺し油地獄」。大映製作。監督は野淵昶。

#### キャスト
- 河内屋与兵衛：坂東好太郎
- 豊島屋七左衛門：志村喬
- 豊島屋おくめ：常盤操子
- 豊島屋お吉：日高澄子
- 天満屋吉左衛門：荒木忍
- 和泉屋太兵衛：月形龍之介
- 和泉屋おかぢ：沢村貞子
- 和泉屋利助：加東大介
- 和泉屋章魚久：上田吉二郎

### 1957年版
1957年11月15日公開。製作は東宝。監督は堀川弘通。題名は「女殺し油地獄」。

#### キャスト
- 河内屋与兵衛：二代目中村扇雀
- 父・徳兵衛：二代目中村鴈治郎
- 母・さわ：三好栄子
- 妹・おちか：香川京子
- さわの弟・太兵衛：若宮忠三郎
- 豊島屋お吉：新珠三千代
- 夫・七左衛門：山茶花究
- 娘・お清：池田栖子
- 娘・お千代：志摩多佳子
- 天王寺屋小菊：藤乃高子
- 郎九：上田寛
- 小栗八弥：十代目岩井半四郎
- 用人・山本森右衛門：三津田健
- 皆朱の善兵衛：芦屋雁之助
- 刷毛の弥五郎：芦屋小雁
- 女将・おまき：水の也清美
- 仲居・おいち：三田照子
- 仲居・おもと：浜路由美
- 白稲荷法師：谷晃
- 封間幸平：南道郎
- 小兵衛：田武謙三
- 太兵衛：若宮忠三郎
- 市兵衛：三代目桂米朝
- 佐次郎：林雄太郎
- 宇吉：大村千吉
- 女中・お梅：市原悦子
- 長松：畑義温
- さく：都家かつ江
- 茶屋の婆さん：馬野都留子
- 同心：加藤武
- かめ屋の婆さん：一万慈鶴恵
- 河内屋の女中：河美智子、
- 山田圭介、瀬良朗、藤森武

### 1992年版
1992年5月23日公開。フジテレビジョン、京都映画製作、松竹配給。
お吉がかつて河内屋の奉公人で乳母代わりに与兵衛を育てたことになっていたり、小菊が油屋の元締の一人娘であったり、お吉が小菊に嫉妬して与兵衛と肉体関係を持つなど、設定もストーリーも原作から大幅に改変されている。
監督は『三匹の侍』、『鬼龍院花子の生涯』、『極道の妻たち』、『吉原炎上』など数々の名作を生み出した鬼才・五社英雄。今作品は癌を患っていた五社が病室と撮影現場の行き来のなか完成させた作品である。五社は公開後の8月30日に死去。この作品が生前最後の作品となった。
脚本は『赤ひげ』、『乱』などの黒澤明監督作品や『鬼畜』、『震える舌』など野村芳太郎監督作品でも脚本を担当した井手雅人。井手が亡くなる前に五社へ書き残した最後の脚本であり、井手にとっても生前最後の作品であった。

#### キャスト
- 豊島屋お吉：樋口可南子
- 河内屋与兵衛：堤真一
- 小倉屋小菊：藤谷美和子
- 河内屋徳兵衛：井川比佐志
- 豊島屋七左衛門：岸部一徳
- 小倉屋市兵衛：長門裕之
- 油搾親方・茂助：石橋蓮司
- 河内屋太兵衛：辰巳琢郎
- 河内屋おさわ：佐々木すみ江
- 河内屋おかち：山口弘美
- 小倉屋お品：奈月ひろ子
- 小倉屋手代・嘉平：うじきつよし
- 飴売り：松嶋尚美・松嶋里華

#### スタッフ
- 監督：五社英雄
- 製作：村上光一、奥山和由
- プロデューサー：能村庸一、池田知樹
- 企画：堀口壽一、西岡善信
- 脚本：井手雅人
- 撮影：森田富士郎
- 音楽：佐藤勝
- 美術：西岡善信
- 照明：中岡源権
- 編集：市田勇
- 録音：生水俊行
- 助監督：小笠原佳文、原田徹、田中幹人、山下智彦、東田充生
- 製作担当：酒井実、西村維樹
- スチール：松平元子
- 琴指導：五社富子
- 折紙指導：創作折紙研究会（河合豊彰、金内弘）
- 協力プロデューサー：中川好久
- 現像：IMAGICA
- 製作協力：映像京都

#### 受賞
- 第16回日本アカデミー賞
  - 最優秀助演女優賞（藤谷美和子）
  - 優秀撮影賞（森田富士郎）
  - 優秀照明賞（中岡源権）
  - 最優秀美術賞（西岡善信）
  - 優秀編集賞（市田勇）
  - 会長特別賞（五社英雄）
- 第47回毎日映画コンクール
  - 女優主演賞（藤谷美和子）

### 2009年版
2009年5月23日公開。ジョリー・ロジャー製作・配給。

#### キャスト
- 藤川のぞみ
- 山田キヌヲ
- 安田慎吾
- 大和屋ソセキ
- 柳憂怜
- 火野正平

#### スタッフ
- 監督・脚本：坂上忍
- 撮影：安田圭
- 音楽：イズタニタカヒロ
- 録音：井村優祐
- 照明：石田健司
- 美粧：泉水貴光
- 床山：菅原努

## テレビ作品

### 1960年版
NET（現：テレビ朝日）系列の『NECサンデー劇場』（日曜20:00 - 21:00。日本電気・新日本電気提供）で1960年10月2日に放送。唯一の民放放送。

#### キャスト
- 与兵衛：十七代目中村勘三郎
- 山田五十鈴
- 三津田健
- 下條正巳
- 美多川光子
- 村田嘉子

| NET系列 NECサンデー劇場                 | NET系列 NECサンデー劇場 | NET系列 NECサンデー劇場 |
| 前番組                                  | 番組名                  | 次番組                  |
| --------------------------------------- | ----------------------- | ----------------------- |
| 街の灯は今日は ↓ 【プロ野球中継で中断】 | 女殺油地獄 （1960年）   | 小指                    |

### 1963年版
NHK総合テレビの『文芸劇場』（金曜22:00 - 23:00）で放送。

#### キャスト
- 与兵衛：片岡孝夫（現：十五代目仁左衛門）
- 荒木雅子
- 美杉てい子
- 高森和子
- 梶川武利

#### スタッフ
- 脚本：永塩良輔
- 演出：荒木順

### 1984年版
NHKで1984年9月29日に放送（84分）。

#### キャスト
- 与兵衛：松田優作
- お吉：小川知子
- 蠟九：坂上二郎
- 太兵衛：村井国夫
- おかち：和由布子
- 弥五郎：島田紳助
- 善兵衛：金田明夫
- 小菊：谷川みゆき
- お亀：平井道子 ※遺作
- 七左衛門：山﨑努
- 森右衛門：浜村純
- 山伏：大塚周夫
- 八弥：西田健
- お沢：加藤治子
- 徳兵衛：二代目中村又五郎
- 頭師孝雄
- 伊藤高
- 新美茂子
- 安川真由
- 宇佐美晶子
- 神田正夫
- 平野元
- 荒川あゆ美

#### スタッフ
- 作：富岡多恵子
- 太鼓/作調：川田公子
- 時代考証：中一彌
- 衣装考証：小泉清子
- 邦楽指導：豊竹嶋大夫
- 方言指導：甲野宗三郎
- 制作：村上慧
- 美術：富樫直人
- 効果：伊藤希英
- 技術：杉村忠彦、鍋島進
- 記録：久松伊織
- 照明：平嶋幸夫
- カメラ：上原康雄
- 音声：篠根正継
- 演出：和田勉

## その他
黒澤明『酔いどれ天使』（1948）の大詰めで、ペンキに滑ってのたうち回りながら乱闘するのは、本作がヒントになっている。
津原泰水の小説『たまさか人形堂それから』（2012）には、主人公が本作を翻案した現代劇を観劇する場面がある。
テレビドラマ『弱くても勝てます〜青志先生とへっぽこ高校球児の野望〜』（2014）にて野球部員が本作を翻案した劇を学園祭で上映しようとするシーンがある。